# Fijne geelkorst
Fijne geelkorst (Candelariella xanthostigma) is een korstmossoort uit de familie Candelariaceae. Hij leeft in symbiose een chlorococcoïde alg.

## Determinatie
Fijne geelkorst is een korstvormig korstmos. Het thallus is geel en bestaat uit een laag dikke, fijne, gele korrels die op een min of meer regelmatig afstand van elkaar liggen en elkaar niet of nauwelijks raken. De korrels hebben een diameter van 0,03–0,06 mm (uitzonderlijk tot 0,1 mm), wat neerkomt op ongeveer 30–10 stuks per 1 mm. De kleur is geel tot groengeel. Het thallus heeft de volgende kenmerkende kleurreacties: K−, Pd−. 
De apotheciën komen zeldzaam voor en hebben een diameter van 0,2–0,4 mm. Het zijn platte of licht convexe schijven die qua kleur lijken op thallus, soms bruingeel. De rand is dun, licht gekerfd of korrelig, geel van kleur. Het hymenium is 65–75 m hoog en is geel in het hoogste deel. De ascus vormt 12–32 sporen. De ascosporen zijn eencellig, ellipsvormig, recht of gebogen, met beide uiteinden afgerond en een grootte van 4–5 µm. De pycnidiën zijn donkergeel van kleur en talrijk aanwezig.

### Gelijkende taxa
Fijne geelkorst lijkt op grove geelkorst (Candelariella vitellina), waarvan het thallus bestaat uit grovere korrels die samenvloeien tot een dikke gele korst.

## Ecologie
Fijne geelkorst is een epifyt die voorkomt op goed belichte stammen van oudere bomen, onder meer eik, populier, es, iep en linde.

## Verspreiding
In Nederland is fijne geelkorst een vrij algemene soort. Hij is niet bedreigd en staat niet op de Nederlandse Rode Lijst.